# Прохор Пчински
 Тази статия е за българския светец.  За манастира в Сърбия вижте Пчински манастир.  
Прохор Пчински (понякога изписван и като Пшински) е български отшелник и светец, един от първите последователи на свети Иван Рилски, наред с Гавриил Лесновски и Йоаким Осоговски.

## Биография
Прохор Пчински е роден в областта Овче поле в Северна Македония. Според житието му, след като възмъжава, напуска родителите си Йоан и Анна и се уединява в пещера край Старо Нагоричане, срещу църквата „Свети Георги“, където прекарва дълги години като отшелник. По-късно, поради заплахата от нападение на „диви хора“ (вероятно печенеги или кумани), Прохор се премества в планината Козяк над река Пчиня, близо до днешния град Враня.
Традицията свързва свети Прохор Пчински с византийския дук на България Диоген, по-късно византийски император под името Роман IV Диоген. Според легендата бъдещият император посещава пещерата на светеца. Той му предсказва, че ще стане цар в Цариград, и го моли тогава да си спомни за него.
Преподобният Прохор Пчински умира на 14 септември, но поради великия празник Въздвижение на светия кръст, празнуването на паметта му е пренесено на 15 януари, заедно със свети Гаврил Лесновски. В Пчинския манастир празнуват паметта му на 19 септември.
Според най-старото му житие от XIII век, когато светецът починал местните българи открили мощите му и изградили църква на река Пчиня. По-късно е основан Пчинския манастир, който съществува и до днес и е едно от огнищата на българската книжнина през Средновековието. Най-ранните образи на Свети Прохор Пчински са от църквата „Свети Георги“ в Старо Нагоричане и от Ленсовския манастир, които повлияват трайно на българската църковна иконография.
В България няма посветен нито един храм в чест на Свети Прохор Пчински.